# توم هولس
توم هولس (بالإنجليزية: Tom Hulce)‏ مواليد 6 ديسمبر 1953 في ديترويت، هو ممثل ومنتج أمريكي بدأ مسيرته الفنية سنة 1975. كما أنه من الفائزين بجائزة إيمي. فاز بجائزة ديفيد دي دوناتيلو.

## الأعمال
- أماديوس (1984)
- أحدب نوتردام (1996)
- أحدب نوتردام 2 (2002)
- جمبر (2008)

## روابط خارجية
- توم هولس على موقع IMDb (الإنجليزية)
- توم هولس على موقع مونزينجر (الألمانية)
- توم هولس على موقع ألو سيني (الفرنسية)
- توم هولس على موقع ميوزك برينز (الإنجليزية)
- توم هولس على موقع تيرنر كلاسيك موفيز (الإنجليزية)
- توم هولس على موقع أول موفي (الإنجليزية)
- توم هولس على موقع قاعدة بيانات برودواي على الإنترنت (الإنجليزية)
- توم هولس على موقع قاعدة بيانات الأفلام السويدية (السويدية)
- توم هولس على موقع إن إن دي بي (الإنجليزية)
- توم هولس على موقع قاعدة بيانات الفيلم (الإنجليزية)